# فيلهلم روبك
فيلهلم روبك (10 أكتوبر 1899 – 12 فبراير 1966) كان أستاذًا جامعيًا في العلوم الاقتصادية، عمل أولًا في ينا، ثم في غراتس، وبعدها في ماربورغ، وإسطنبول، وأخيرًا في جنيف، سويسرا. يُعد واحدًا من الآباء الروحيين لاقتصاد السوق الاجتماعي، حيث طرح نظريات، وتعاون في تنظيم إعادة اليقظة الاقتصادية بعد الحرب العالمية الثانية للاقتصاد الألماني الذي دمرته الحرب، ونشر برنامجًا يُشار إليه أحيانًا باسم الليبرالية الجديدة الاجتماعية (مقارنةً بالليبرالية المنظمة، وهي البديل الأكثر ميلًا اجتماعيًا من الليبرالية الألمانية).
مع ألفرد مولر وألكسندر ريستو (الليبرالية الجديدة الاجتماعية) ووالتر أوكن وفرانز بوم (الليبرالية المنظمة) طرح الأفكار التي أُعيد تقديمها بعد ذلك رسميًا من قبل وزير الاقتصاد الألماني بعد الحرب العالمية الثانية لودفيغ إيرهارد، الذي عمل تحت رئاسة المستشار كونراد أديناور. يعتبر التأثير الاقتصادي لروبك وزملائه مسؤولًا إلى حد كبير عن تمكين «المعجزة الاقتصادية» الألمانية بعد الحرب العالمية الثانية. كان روبك أيضًا مؤرخًا ورُشح لجائزة نوبل في الأدب عام 1965.

## حياته
أدت معارضة روبك للنظام الاشتراكي الوطني الألماني (مع عائلته) في عام 1933 إلى الهجرة إلى إسطنبول، تركيا، حيث عمل بالتدريس حتى عام 1937، ليقبل بعد ذلك وظيفة في المعهد العالي للدراسات الدولية والتنموية في جنيف، حيث عاش هناك حتى وفاته عام 1966.

## التأثير
عمل روبك من عام 1930 إلى عام 1931 في لجنة حكومية لفحص البطالة، وعمل من عام 1947 إلى عام 1948 في مجلس إصلاح نظام العملة الألمانية بعد الحرب العالمية الثانية. علاوة على ذلك، نصح روبك شخصيًا مستشار ألمانيا الغربية (بعد الحرب العالمية الثانية)، كونراد أديناور، ووزير الاقتصاد، لودفيغ إيرهارد حتى أواخر خمسينيات القرن العشرين، وبالتالي يُنسب إليه الفضل في المساهمة في الأساس الفكري للاقتصاد الألماني الشهير الآن «معجزة».
بعد احتلال ألمانيا الغربية عقب انتهاء الحرب العالمية الثانية، واصل الحلفاء الغربيون (الولايات المتحدة، وبريطانيا، وفرنسا) تنفيذ سياسة اقتصادية للترشيد، بالإضافة إلى مراقبة الأجور والأسعار، إلى جانب استمرار الطباعة المفرطة للنقود الورقية. ونتيجة لذلك، انهار الإنتاج وأصبح رجال الأعمال البارزون مرة أخرى غير مستعدين لقبول العملة التي لا قيمة لها (نسبيًا). ركز كتاب روبك، حل المشكلة الألمانية (1947) على الآثار السلبية لاستمرار الحلفاء الغربيين في إتباع سياسات هتلر الاقتصادية. واقترح روبك إلغاء مراقبة الأسعار واستبدال رايخ مارك (عملة ألمانيا الرسمية من 1924 حتى 20 يونيو 1948) بعملة أخرى يمكن الاعتماد عليها.
وبناءً على ذلك، أُلغيت مراقبة الأسعار والأجور بشكل تدريجي وفي 21 يونيو 1948 قُدم المارك الألماني الجديد. ومع ذلك، سرعان ما ولدت هذه المبادرات السياسية بعيدة المدى بعض القلاقل المدنية التي وقعت في المدنية فور تنفيذها بسبب الزيادة اللاحقة في البطالة. رغم هذه الاضطرابات وبدعم صلب من كتابات روبك في الصحف، عمل وزير الاقتصاد لودفيغ إيرهارد بحكمة، وبلغ هذا في نهاية المطاف ليكون بمثابة «إثبات شخصي عظيم لروبك»: جعل روبك وحلفاؤه «ألمانيا الغربية محصنة ضد الشيوعية».
كان رئيسًا لجمعية مونت بيليرين من عام 1961 إلى عام 1962. ولكن نتيجة الخلافات مع فريدريش أوغوست فون هايك، استقال من منصبه وأنهى عضويته فيها.